# بزرگراه شهید مدرس

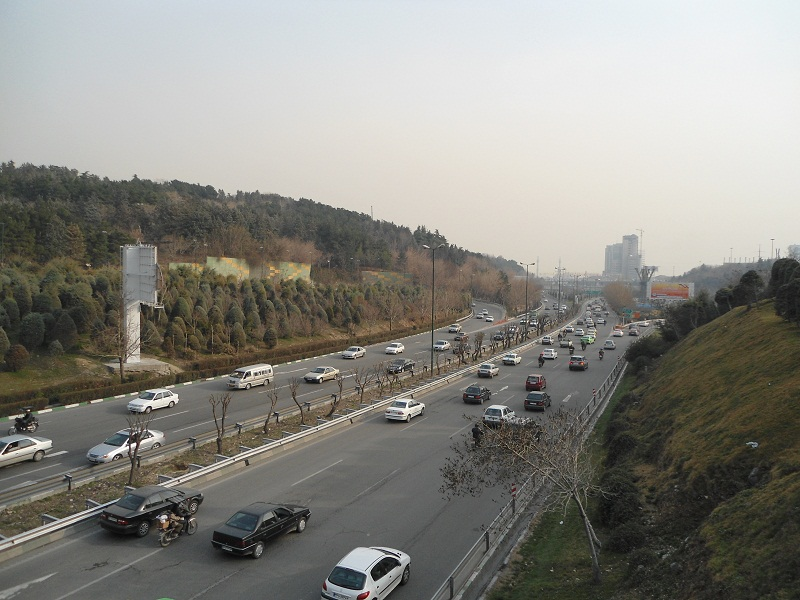
نمایی از بزرگراه

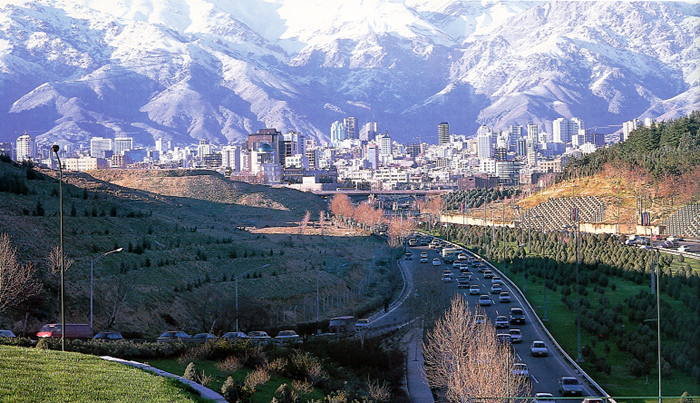
نمایی از بخش شمالیِ بزرگراه

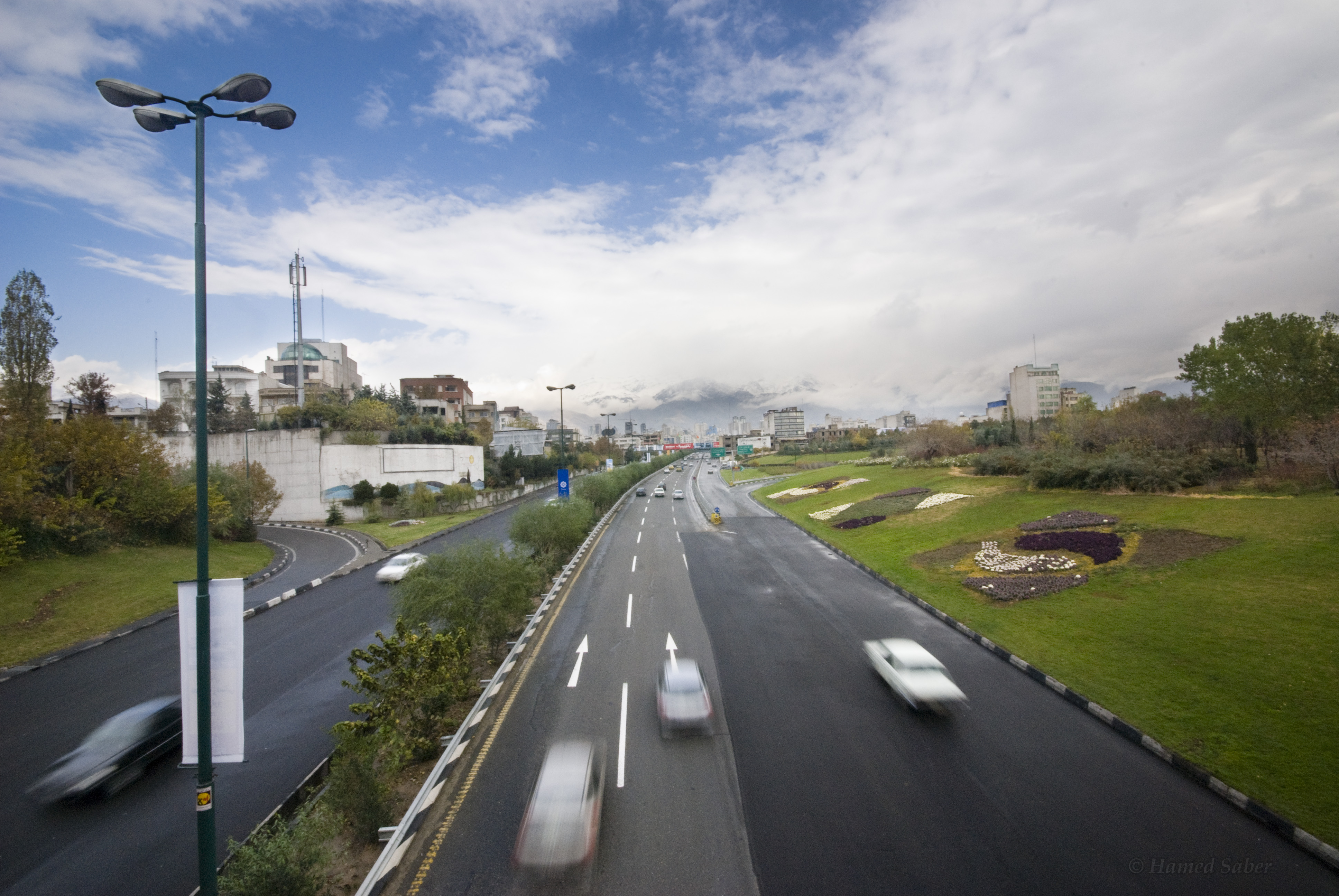
بزرگراه مدرس، رو به شمال

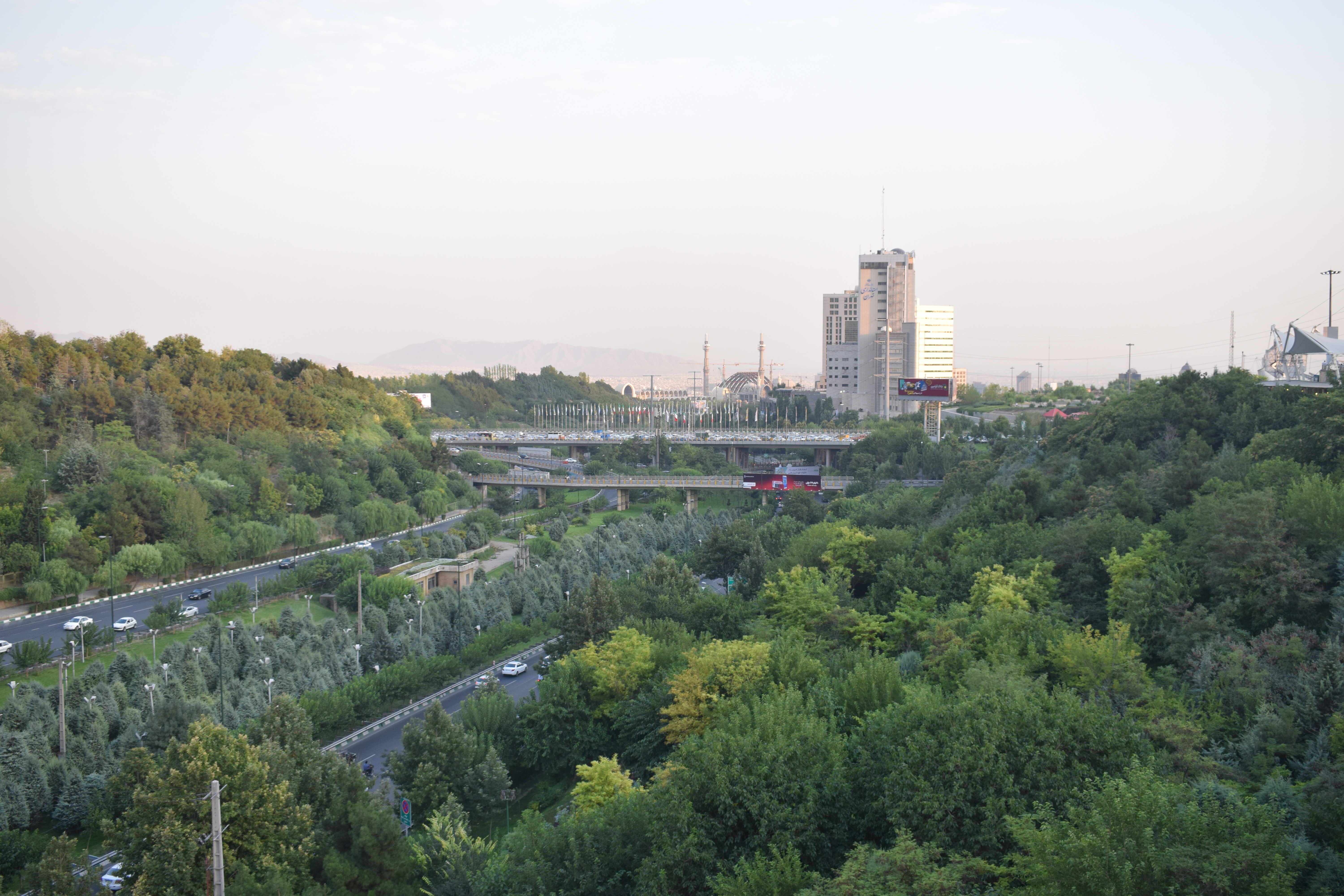
نمایی جنوبی از بزرگراه مدرس، عکس‌برداری شده از روی پل طبیعت

بزرگراه شهید آیت الله مدرس با نام پیشین بزرگراه شاهنشاهی و با شماره بزرگراهی بزرگراه ۱۵ تهران بزرگراهی در شمال و مرکز شهر تهران است که به‌صورت شمالی ـ جنوبی امتداد دارد. این بزرگراه دارای طول تقریبیِ ۹ کیلومتر است. این بزرگراه در شمال از خیابان ولیعصر یا پل پارک وی آغاز می‌شود و در امتداد شرقیِ بزرگراه چمران، بعد از پل پارک وی، قرار دارد. این بزرگراه در انتها به میدان هفت تیر ختم می‌شود. ساخت بزرگراه مدرس به سال ۱۳۴۹ و پل پارک وی به سال ۱۳۷۶ بازمی‌گردد. این بزرگراه پیش از انقلاب ۱۳۵۷ ایران، «بزرگراه شاهنشاهی» نامیده می‌شد.
بخشی این بزرگراه در منطقه ۳ شهرداری تهران واقع است و باقی آن مرز جداکنندهٔ مناطق ۱ شهرداری تهران، ۳ شهرداری تهران، ۶ شهرداری تهران و ۷ شهرداری تهران از یک‌دیگر است. این بزرگراه در طول مسیر خود از شمال به جنوب، از محله‌های الهیه، زرگنده، کاوسیه، ونک و عباس‌آباد عبور می‌کند و در طول مسیر خود از شمال به جنوب، با بزرگراه‌های صدر، حقانی، همت و بزرگراه رسالت تقاطع دارد و به‌وسیلهٔ پل‌ها و تقاطع‌های غیرهمسطح با آن‌ها در ارتباط است. پل تخت طاووس، عباس آباد،پل رسالت، پل فجر، پل حقانی، پل میرداماد از روی این بزرگراه عبور می‌کنند که هرکدام به بزرگراه مدرس ورودی و خروجی دارند و  در انتها به پل پارک وی متصل می‌شود. این بزرگراه هم‌چنین با خیابان‌های وحید دستگردی، بلوار میرداماد، بهشتی و مطهری به‌وسیلهٔ پل‌های زیرگذر و روگذر ارتباط دارد.

## اماکن مهم

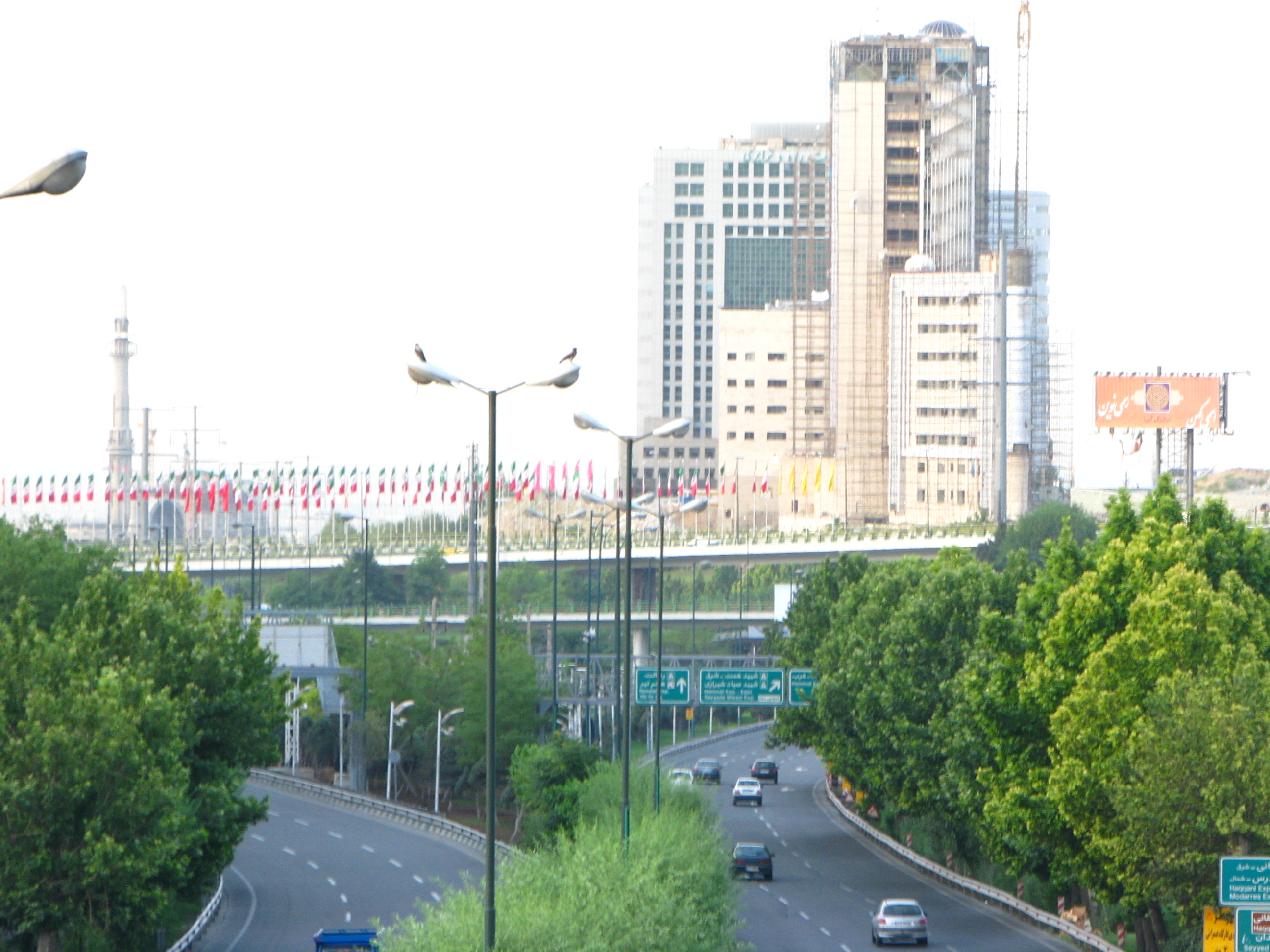
نمای جنوبی از بزرگراه مدرس، عکس‌برداری شده از روی پل طبیعت

مصلی تهران، وزارت راه و شهرسازی، تپه‌های عباس آباد و پارک جنگلی طالقانی از مهمترین اماکن و فضاهای سبزی هستند که در حاشیه بزرگراه مدرس قرار دارند.
بزرگراه مدرس به علت قرار گرفتن بخشی از آن در کنار تپه‌های سبز عباس آباد و پارک طالقانی، یکی از سبزترین بزرگراه‌های تهران است که در حاشیه آن گونه‌های مختلف درختان و گیاهان وجود دارد.
پل طبیعت  که از نمادهای شهر تهران است از عرض بزرگراه مدرس می‌گذرد. این پل از بوستان آب و آتش در غرب بزرگراه مدرس به پارک جنگلی طالقانی در شرق آن متصل می‌شود. این پل ویژه گذر عابران پیاده و دوچرخه‌سواران است.

## خطوط حمل و نقل عمومی
اولین خط اتوبوسرانی دایر شده در این بزرگراه به حدود بیش از ۴۰ سال قبل برمی گردد و تحت عنوان خط ۵ (اختیاریه - میدان توپخانه) حدفاصل بلوار میرداماد تا میدان هفت تیر را پوشش می داد و به تدریج خطوط دیگری نظیر خط ۱۷ (میدان پیروز - میدان امام خمینی)، خط ۱۸ (میدان قدس - میدان امام خمینی)، خط ۱۹ (میدان تجریش - میدان امام خمینی)، خط ۱۴۹ (میدان نوبنیاد - میدان هفت تیر)، خط ۱۵۹ (میدان صنعت - میدان هفت تیر) و چند خط دیگر به مقصد ایستگاه متروی حقانی به آن اضافه شد که در حال حاضر همگی این خطوط به جز خطوط زیر حذف شده‌اند:
- خط ۲۹۷ پایانهٔ پارک وی به میدان هفت تیر که کل مسیر بزرگراه مدرس را از ابتدا تا انتها پوشش می‌دهد. این مسیر بازماندهٔ خط تجریش به میدان امام خمینی می‌باشد.
- خط ۳۰۷ میدان صنعت به میدان هفت تیر که فقط در مسیر رفت از بزرگراه مدرس، حدفاصل بزرگراه همت تا میدان هفت تیر، عبور می‌کند.
- خط ۱۰۶ پایانهٔ پارک وی به پایانهٔ لاله که حدفاصل خیابان ولیعصر تا بزرگراه صدر را طی کرده و در ادامهٔ مسير بزرگراه صدر، بزرگراه امام علی و بزرگراه ازگل را پوشش می‌دهد. [۵]

## تقاطع ها
| شمال به جنوب               | شمال به جنوب                                                         | شمال به جنوب |
| -------------------------- | -------------------------------------------------------------------- | ------------ |
| پل پارک وی                 | بزرگراه چمران خیابان ولیعصر                                          |              |
| BRT 4 ایستگاه پایانه افشار |                                                                      |              |
| پایانه افشار               |                                                                      |              |
| دوربرگردان                 |                                                                      |              |
|                            | بلوار نلسون ماندلا                                                   |              |
|                            | بزرگراه صدر پل صدر                                                   |              |
|                            | خیابان آرش                                                           |              |
|                            | خیابان دستگردی                                                       |              |
| پل میرداماد                | بلوار میرداماد                                                       |              |
|                            | بزرگراه حقانی                                                        |              |
| پل طبیعت                   |                                                                      |              |
| پل فجر                     | بزرگراه همت                                                          |              |
|                            | بزرگراه رسالت                                                        |              |
|                            | خیابان اقاقیا                                                        |              |
|                            | خیابان بیهقی                                                         |              |
|                            | خیابان بهشتی                                                         |              |
|                            | خیابان مطهری                                                         |              |
| میدان هفت تیر              | بلوار کریمخان خیابان مفتح خیابان بهار شیراز خیابان قائم مقام فراهانی |              |
| جنوب به شمال               |                                                                      |              |